# Barwy pastelowe

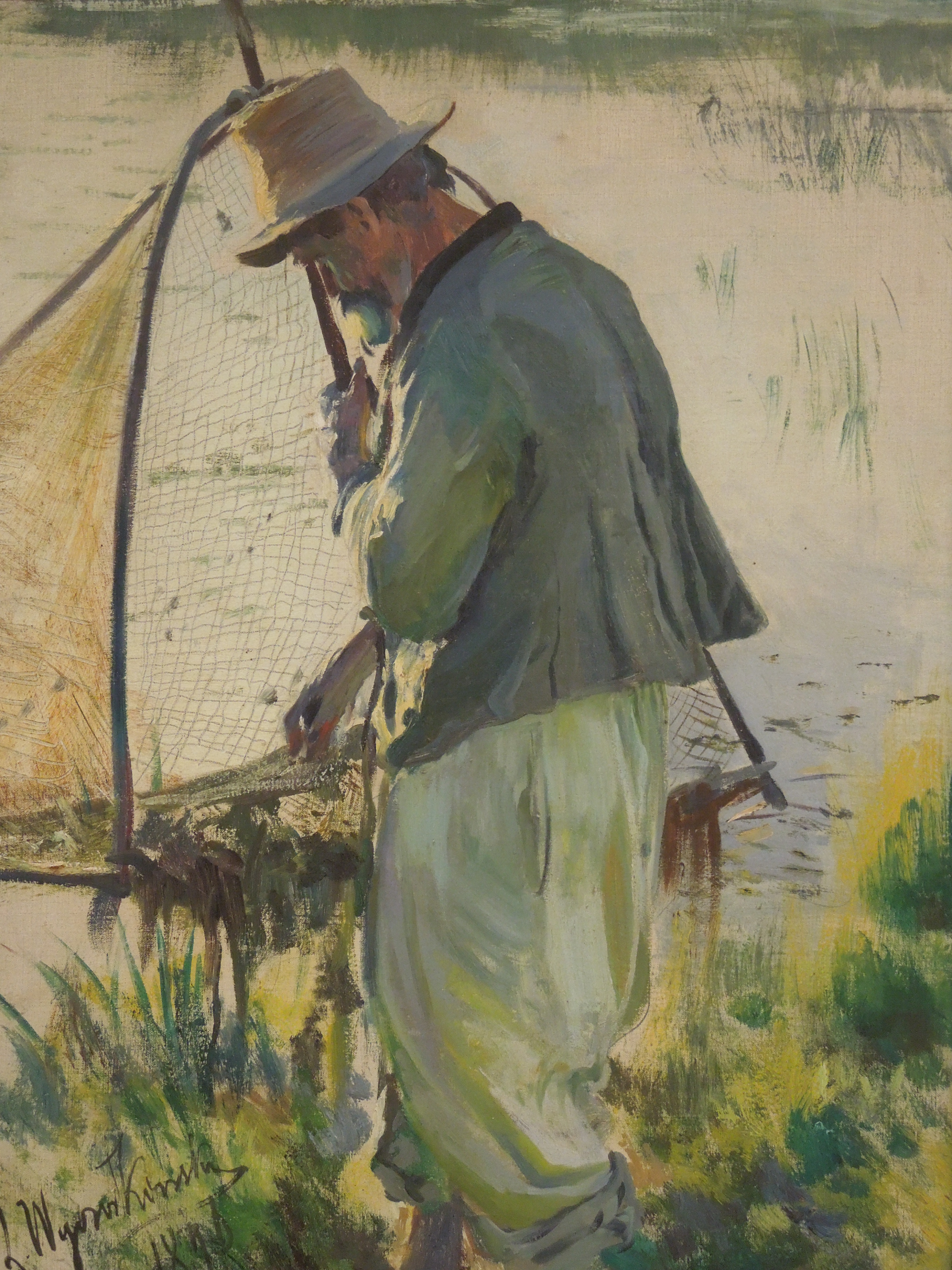
Leon Wyczółkowski (polski arcymistrz barw pastelowych) - Rybak (1896)

Barwy pastelowe – barwy jasne, łagodne, spokojne, niekrzykliwe, niejaskrawe, nieintensywne, często zawierające dużą domieszkę bieli. W skład barw pastelowych wchodzą zarówno barwy czyste, jak i zmieszane. 
Wśród malarzy za mistrzów barw pastelowych uważani są:
- Jean-François Millet
- Pierre Puvis de Chavannes
- Adolph Menzel
- Max Liebermann
- Élisabeth Vigée-Lebrun
- Ludwik Marteau
- Leon Wyczółkowski – uważany za polskiego arcymistrza pastelu
- Stanisław Wyspiański
- Stanisław Ignacy Witkiewicz
- Wacław Borowski
- Kazimierz Mordasewicz
- Olga Boznańska
- Kazimierz Stabrowski
- Jan Rembowski
- Aleksander Orłowski
- Władysław Ślewiński
- Teodor Axentowicz